# Theodor Mertens
Johann Friedrich Ludwig Theodor Mertens (auch: Johannes Fridericus Ludovicus Theodorus Mertens und Theodor Mertens; * 9. Januar 1813 in Hannover; † 7. November 1887 ebenda) war ein deutscher Theologe, Pädagoge und Pastor, Schuldirektor und Schriftsteller.

## Leben
Johann Friedrich Ludwig Theodor Mertens kam 1813 während der sogenannten „Franzosenzeit“ in Hannover zur Welt, wuchs in seinen ersten Lebensjahren zu Beginn des Königreichs Hannover jedoch zunächst auf dem Gut seines Vaters in Holstede auf beziehungsweise auf dem Gut Schwarzenbeck bei Kiel, wo sein Vater als verwaltender Ökonom arbeitete. Ab 1824 besuchte er das Lyceum seiner Geburtsstadt, das seinerzeit von Georg Friedrich Grotefend geleitet wurde. Dort war Mertens, gemeinsam mit Eduard Hallmann, Fritz Kohlrausch und Bernhard Reiche, einer der ersten Schüler in Hannover, die sich 1831 zum gemeinschaftlichen Turnen trafen, bis solcherlei unbeaufsichtigte Sportausübung außerhalb des Schulunterrichtes im Jahr 1833 staatlicherseits verboten wurde.
Unter der Matrikel 36351 begann Mertens 1832 in Göttingen an der dortigen Universität seine Studien der Theologie und der Philosophie bei Friedrich Lücke, Heinrich Ewald und August Wilhelm Bohtz, die er später in Berlin an der dortigen Universität unter Philipp Konrad Marheinecke und Georg Andreas Gabler beendete.
1837 ging Mertens nach Schlesien, wo er 12 Jahre lang die beiden jüngeren Söhne des Herzogs Eugen von Württemberg unterrichtete, Wilhelm von Württemberg und Nikolaus von Württemberg. In diesem Zeitraum lernte der Pädagoge auf Reisen auch die Schweiz sowie Italien und Griechenland kennen.
Nachdem Theodor Mertens im Jahr 1849 – nun wieder in seiner Heimatstadt Hannover – seine letzte theologische Prüfung abgelegt hatte, wurde er dort zum Mitarbeiter am hannoverschen Konsistorium sowie zum Hilfsprediger an der Schlosskirche ernannt.
Mertens sah „sich 1854 veranlasst […], von seinen kirchlichen Ämtern zurückzutreten“, fand an der damaligen Höheren Bürgerschule von Hannover „eine mehr und mehr entsprechende Wirksamkeit“, zuletzt als Schuldirektor.
1864 war Mertens, seinerzeit wohnhaft in der Brühlstraße 13, einer der Mitglieder bei den Verhandlungen der dreiundzwanzigsten Versammlung deutscher Philologen und Schulmänner in Hannover vom 27. bis 30. September 1864.
In den 1870er Jahren wirkte Mertens als Direktor der Stadttöchterschule II von Hannover.

## Schriften
- Über Erziehung und Unterricht. An die Eltern, Höhere Bürgerschule, Hannover: Culemann, 1858
- Wider die Fremdwörter, Sonderdruck aus: Schulbericht der Stadttöchterschule für 1869/71, Hannover, 1871
- Die Kerkerscene aus Goethe’s Faust / von Th. Mertens, Dir. d. Stadt-Töchterschule II zu Hannover, ** Hannover: Helwing, 1873
  - Aus: Literarisches Centralblatt, 1873, Ausgabe 31 vom 2. August 1873, [Leipzig], 1873, Sp. 975–976
- Stadthannoversche Geschlechtsnamen. Nach dem Adreßbuch von 1874, Hannover: Grimpe, 1875
- Schläge in der Schule?
  - Zum Besten der städtischen Warteschulen, Sonderdruck aus Schulbericht für 1867, Hannover: Helwing, 1873
  - 2. unveränderte Auflage, Hannover: Helwing’sche Verlagsbuchhandlung Th. Mierzinsky, Schlägerstraße 20, 1878; Digitalisat über die Scripta paedagogica online (SPO) der Bibliothek für Bildungsgeschichtliche Forschung des Deutschen Instituts für Internationale Pädagogische Forschung (DIPF)
- Märchenspiele. Für Aufführungen in Schule und Haus / bearb. von Mertens, 2 Bände, Hannover: Schmorl & von Seefeld, 1880
- Was heißt Schule?, Hannover: Stadttöchterschule II, 1867